# EGNOS

Logo EGNOS

EGNOS (European Geostationary Navigation Overlay Service) este un sistem complementar de îmbunătățire bazat pe sateliți SBAS, care îmbunătățește precizia semnalelor utilizate pentru navigație prin satelit în Uniunea Europeană. EGNOS este precursorul sistemului GALILEO și are rolul de a îmbunătăți și completa  sistemele de navigație satelitare operaționale GPS, GLONASS și GALILEO. Precizia actualelor semnale GPS este îmbunătățită de la aproximativ zece metri la doi metri.
EGNOS este un parteneriat comun al Agenției Europene Spațiale (ESA), Comisia Europeană, Organizația Europeană pentru Siguranța Navigației Aeriene (Eurocontrol), precum și EGNOS Operator and Infrastructure Group (EOIG). 
Funcționarea EGNOS este administrată prin intermediul Comisiei europene, de către European Satellite Services Provider (ESSP), înființată de șapte furnizori de servicii de navigație aeriană: AENA (Spania), Deutsche Flugsicherung (DFS) (Germania), DSNA (Franța), ENAV (Italia), NATS Holdigs (Marea Britanie), NAV (Portugalia), Skyguide (Elveția). 
Sistemul EGNOS oferă informații de verificare a calității și integrității, pe două planuri:

-un serviciu deschis (Open-Service) utilizabil de toți operatorii, îmbunătățind precizia dată de sistemele de navigație satelitare operaționale.

-un serviciu de securitate (Safety-Of-Life), informații necesare aplicațiilor critice cu privire la siguranța publică, precum traficul aerian și maritim, poliție, salvare etc. 
Aria de acoperire EGNOS cuprinde majoritatea statelor europene și țările care se învecinează cu UE. De asemenea prezintă și capacitatea de a fi extins și la alte regiuni, cum ar fi Africa de Nord printr-o extensie denumită ISA (Interregional Satellite Based Augmentation System over Africa-Indian ocean region). 

## Istoric
- 1994: Consiliul Uniunii Europene aprobă lansarea programului EGNOS.
- 1996 Septembrie: Lansarea satelitului Inmarsat-3 F2 AOR-E (PRN 120)
- 1998 Februarie: Lansarea satelitului Inmarsat-3 F5-W IOR (PRN 126)
- 2003 Iunie: Consiliul UE confirmă faptul că EGNOS este parte integrantă a politicii de navigație prin satelit a Europei; EGNOS va fi adaptat conform cerințelor pentru a respecta standardele internaționale SBAS ale Organizației Internaționale a Aviației Civile; de asemenea, pe termen lung, extinderea serviciile sale și la alte regiuni ale lumii. Este inaugurat primul centru de control principal (Mission Control Centres - MCC) la Langen, Germania.

Decembrie: primele semnale-test EGNOS transmise din spațiu.
- 2005 Iulie: EGNOS versiunea 1 (v1) începe faza de exploatare inițială prin difuzarea unui semnal continuu
- 2006: este dezvoltat EGNOS v2.1, și punerea în aplicare a EGNOS Data Server care oferă acces în timp real la măsurătorile și transmisiile de date ale stațiilor de monitorizare RIMS, către furnizorii de servicii. v2.1 extinde, de asemenea, acoperirea EGNOS în nordul Africii.
- 2008 Iunie-iulie: aprobarea versiunii EGNOS v2.2, care permite punerea în aplicare a conceptului de extensie regională pentru extinderea în continuare a EGNOS, inclusiv în Africa.

Octombrie: este implementat EGNOS v2.2.
- 2009 Martie: EGNOS Data Access Server (EDAS), disponibil în faza beta de testare.

Aprilie: Sunt transferate active de la ESA către Comisia Europeană, în numele Comunității Europene. Operațiunile EGNOS, furnizarea de servicii și de întreținere sunt încredințate ESSP SaS.
Octombrie: EGNOS OS este declarat finalizat din punct de vedere operațional. Intrarea în funcțiune a Open-Service.
- 2010: Lansarea portalului web General Services Administration (GSA) pentru comunitățile de utilizatori și dezvoltatori de aplicații. Încheierea etapei de evaluare pentru EDAS și începutul fazei comerciale a serviciului.

Trei noi stații RIMS sunt programate să fie deschise în Agadir (Maroc), Atena (Grecia) și Alexandria (Egipt), pentru a extinde acoperirea semnalului EGNOS în Africa de Nord. Sunt preconizate îmbunătățiri de prelucrare a semnalului EGNOS.

Este lansat serviciul Safety-of-Life.
- 2011: Semnalele serviciului Safety-of-Life sunt certificate pentru utilizare în aviație.
- 2013: este aprobat bugetul CE pentru perioada 2014-2020, inclusiv fonduri pentru dezvoltarea EGNOS v3. Noi reglementări GNSS, definind EGNOS ca un sistem pentru îmbunătățirea GPS și Galileo.
- 2014: exploatarea EGNOS este transferată de la CE la GSA.
- 2015: serviciul LPV 200 este aprobat pentru utilizare în aviație. [3]

## Caracteristici

### Segmentul spațial

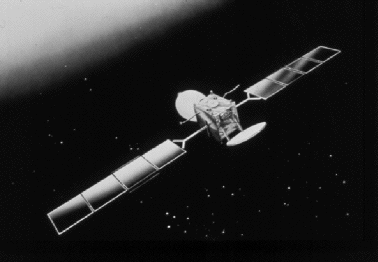
Satelitul Inmarsat 3

Harta sistemului EGNOS de la sol.

Segmentul spațial este compus din trei sateliți geostaționari : 
- Inmarsat-3 AOR-E (Atlantic Ocean Region East) poziționat la 15,5° V.
- Inmarsat-3 IOR-W (Indian Ocean Region West) poziționat la 25,0° E.
- ESA-Artemis poziționat la 21,5° E.

Sateliții transmit în frecvența de bandă L1 (1575,42 MHz). 

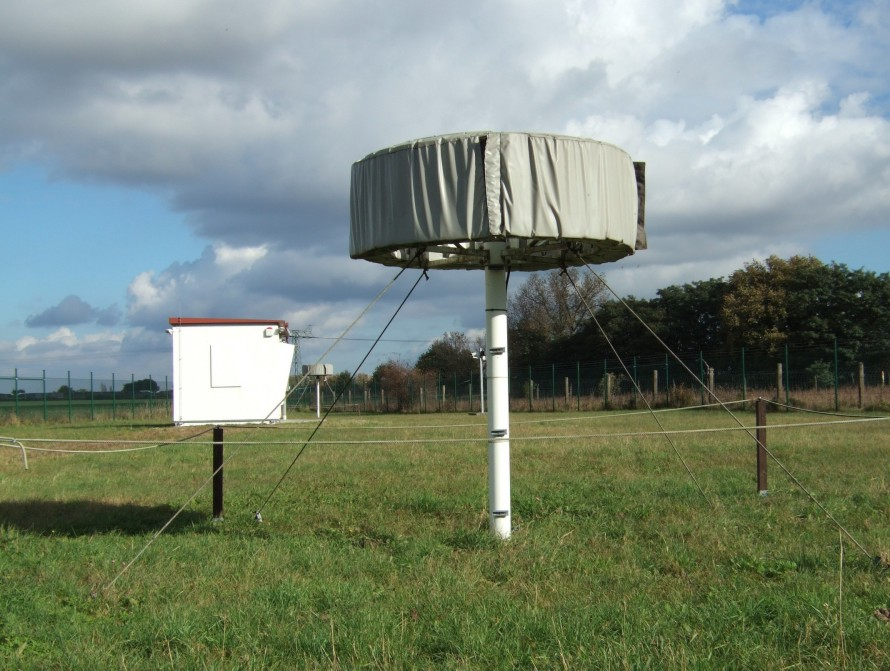
Stație EGNOS RIMS, lângă Berlin

### Segmentul terestru
Segmentul terestru cuprinde:
- un număr de 34 stații de monitorizare RIMS (Reference and Integrity Minitoring Stations), fiecare satelit GNSS fiind observat de mai multe stații.
- patru stații de control principale (Mission Control Centres - MCC) procesează datele GNSS transmise de către stațiile RIMS, pentru generarea corecțiilor diferențiale și mesajului de integritate pentru fiecare satelit în parte.
- șase stații NLES (Navigation Land Earth Station), două stații pentru fiecare satelit EGNOS, care au rolul de a transmite mesajele de navigație către sateliți.
- Wide Area Network EGNOS (EWAN), care asigură rețeaua de comunicații pentru toate componentele segmentului terestru.

De asemenea sunt utilizate două facilități suplimentare ca parte a segmentului la sol pentru a sprijini operațiunile de sistem și furnizarea de servicii: Performance Assessment and Checkout Facility (PACF) și Application Specific Qualification Facility (ASQF) care sunt operate de către Furnizorul EGNOS de servicii ESSP SAS. 
Pentru a se asigura accesibilitatea la semnalul EGNOSS și în arii dificile (zone urbane), s-a recurs la implementarea tehnologiei SISNeT (Signal-In-Space through Internet). Această tehnologie permite ca semnalele emise de sistemul de navigație să fie disponibile în timp real, prin intermediul internetului. Astfel dacă un utilizator de acces la internet (GSM, GPRS, CDMA), acesta poate accesa și semnalele EGNOS, indiferent de condițiile de vizibilitate. Între timp tehnologia SISNet a fost implementată în serviciul comercial de distribuție de date EDAS (EGNOS Data Access System). Pe langă corecțiile diferențiale, serviciul oferă și accesul la măsurătorile RIMS, prin diferite canale de comunicare. 

### Receptoare
Recepționarea semnalelor EGNOS este posibilă cu un receptor compatibil GPS/SBAS din aria de acoperire EGNOS. Cele mai multe receptoare comercializate în prezent în Europa îndeplinesc această cerință și sunt deja disponibile pe piață de la o varietate de producători. 
Un receptor EGNOS este ca un receptor GPS, are aceeași dimensiune, utilizează același tip de antenă, dar are un software special, care permite receptorului să se fixeze pe codul utilizat de către sateliți EGNOS și să calculeze corecțiile EGNOS la semnalele GPS.